# Mns Meucat
Mns Meucat is een bestuurslaag in het regentschap Aceh Utara van de provincie Atjeh, Indonesië. Mns Meucat telt 1727 inwoners (volkstelling 2010).